# رزاك بيمبونغ
رزاك بيمبونغ (بالإنجليزية: Razak Pimpong)‏ (مواليد 30 ديسمبر 1982) هو لاعب كرة قدم. يلعب مع منتخب غانا لكرة القدم. سبق له أن لعب في كأس العالم لكرة القدم مع منتخب بلاده.

## روابط خارجية
- رزاك بيمبونغ على موقع الاتحاد الدولي (مؤرشف)  (الإنجليزية)
- رزاك بيمبونغ على موقع قاعدة بيانات كرة القدم.إي يو (الإنجليزية)
- رزاك بيمبونغ على موقع ناشيونال فوتبول تيمز (الإنجليزية)
- رزاك بيمبونغ على موقع Soccerbase.com (لاعب) (الإنجليزية)
- رزاك بيمبونغ على موقع Soccerway.com (الإنجليزية)
- رزاك بيمبونغ على موقع كووورة
- رزاك بيمبونغ على موقع أوليمبيديا (الإنجليزية)